# Szentmiklós (Munkácsi járás)
Szentmiklós (régebben Beregszentmiklós vagy Szolyvaszentmiklós, ukránul: Чинадійово [Csinagyijovo], oroszul: Чинадиево [Csinagyijevo], szlovákul: Činadno) szeliscse Ukrajnában, Kárpátalján, a Munkácsi járásban.

## Fekvése
Munkácstól 10 km-re északkeletre, a Latorca partján fekszik. Itt ömlik a Latorcába a Matejkova.

## Története
1214-ben említik először. A Latorca völgyében fekvő 6700 lakosú település már a neolit korban lakott volt.
Beregszentmiklós (Szentmiklós), vagy más néven Szolyvaszentmiklós már az Árpád-korban is fennállt. Nevét az oklevelek 1236-ban említették először Saint Nicolai néven, majd 1270-ben Zenthmyklos néven írták nevét.
A 13. század elején II. Endre király Bánk bán vejének, Simon ispánnak adta. Később azonban Simon ispán örökös nélküli halála miatt a birtok visszaszállt a királyra.
1263 előtt István ifjabb király Myco fia Mihály beregi ispánnak adta, s mivel ő is örökös nélkül halt el, Aladár királynéi tárnokmesternek adományozta, akitől más birtokokért cserébe 1264-ben visszavette. 1270-ben a Rosd nemzetséghez tartozó Endre I. Mihály nevű fia kapta meg, s ekkor határát is leíratták. 1309-ben ismét Aladár rokonságánál találjuk, ekkor Aladár fia Chete birtoka lett, aki a birtokot fiának, Jánosnak adományozta, mint szerzett birtokát. 1331-ben már ismét királyi birtok. 1387. május 10-én kelt adománylevelével Szentmiklós birtokot Zsigmond király Perényi Péternek és fiainak - Miklós, János, Imre - adományozta a hozzá tartozó birtokokkal együtt.
A galíciai kereskedelmi út mellett fekvő Szentmiklós a 15. században gyors fejlődésnek indult. 1456-ban már mezővárosi rangja volt.
1572-ben I. Miksa király gróf Frangepán Ferenc bánnak adományozta, aki azonban azután nem sokkal elhalálozott, s így ismét a kincstárra szállt. 1574-ben Szentmiklóst I. Miksától Telegdi Mihály kapta zálogba 22 ezer forintért. Telegdi Mihálynak Bihar és Csanád vármegyékben voltak birtokai, azonban azokat a Báthory István fejedelem elleni részvétele miatt tőle elkobozták, s ekkor telepedett le itt Beregszentmiklóson, s itt töltötte további éveit is. Halála után itteni birtokait és a kastélyt is gyermekei örökölték. 1610-től Telegdi Anna, majd férje Nyáry István birtoka lett, 1643-ig.
1647-ben Nyáry Krisztina révén férje Esterházy László lett birtokosa. 1649-ben Lónyay Zsigmond kapta meg, kinek halála után a birtokot és a kastélyt is özvegye örökölte, kit Rákóczi László vett nőül. A Rákóczi-család a birtokot 65 ezer tallérért magához váltotta, így a kastély a Rákócziak birtoka lett 1711-ig. 
A Szatmári béke után e Rákóczi-birtokot is elkobozták, 1722-ben a kincstár tulajdonának írták, majd 1726-ban Lothar Franz von Schönborn mainzi érsek és választófejedelem kapta meg.
1910-ben 1646, többségben ruszin lakosa volt, jelentős német és magyar kisebbséggel. A trianoni békeszerződésig Bereg vármegye Szolyvai járásához tartozott.
2020-ig Alsógereben (Alsóhrabonica), Beregvár, Pásztorlak és Kékesfüred tartozott hozzá.

## Nevezetességek
- Telegdy–Rákóczi-kastély. U alakú kétszintes épület. 1403 december 14-i dátummal Perényi Imre királyi engedélyt[3] kapott erődített várkastély építésére. A kastély az 1450-es években készült el, majd 1585-ben Telegdi Mihály átépítette. 1633-ban, 1729-ben, 1734-ben és 1839-ben átalakították. 1728-ban a Schönborn család birtoka volt, aki a kastélyt sörházzá alakította át, majd 1768-ban átépítette. A késő reneszánsz stílusban épült kastélyban több hírneves személy is megfordult, így többek között Zrínyi Ilona is gyakran tartózkodott itt. Többször találkozott itt későbbi férjével Thököly Imrével. II. Rákóczi Ferenc fejedelem is gyakran járt Beregszentmiklóson, itt, a kastélyban töltötte a száműzetésbe vonulása előtti utolsó éjszakát is.
- A görögkatolikus templom a 14. század elején épült, melyet 1403-ban átalakítottak, majd 1814-ben átépítették. Ekkor épült nyugati tornya. A templom ma nincsen használatban.